# 450

450(사백오십)은 449보다 크고 451보다 작은 자연수다.

## 수학
- 합성수로, 그 약수는 총 18개다. (1, 2, 3, 5, 6, 9, 10, 15, 18, 25, 30, 45, 50, 75, 90, 150, 225, 450)
  - 450의 진약수의 합은 759이므로, 450은 과잉수다.
- {\displaystyle 450=3^{2}+21^{2}}
  - 서로 다른 두 자연수의 제곱합으로 나타낼 수 있는 수다.
- {\displaystyle 450=9^{2}+12^{2}+15^{2}}
  - 공차가 3인 세 자연수의 제곱합으로 나타낼 수 있는 수다. 이 성질을 지닌 앞의 수는 381, 다음 수는 525다.
  - 연속하는 세 개의 {\displaystyle 3n}({\displaystyle n}은 자연수)의 제곱합으로 나타낼 수 있으며, 이 성질을 지닌 앞의 수는 261, 다음 수는 693이다.
- {\displaystyle 91^{5}-1}은 450으로 나누어떨어진다.

## 과학
- NGC 450(영어판): 고래자리 방향에 있는 나선은하.

## 교통

### 철도
- 수도권 전철 4호선 중앙역의 역번호.

### 도로
- 고속도로 및 국도
  - 오토루트 450호선(프랑스어판): 프랑스의 고속도로.
  - 일본 450번 국도: 홋카이도 아사히카와시에서 몬베쓰시까지 이어지던 일본의 과거 국도. 현재 아사히카와-몬베쓰 자동차도(일본어판)로 지정되어 있다.
- 기타 도로
  - 현도 제450호선

## 군사
- U-450(영어판, 독일어판): 제2차 세계 대전에 사용된 나치 독일의 군용 잠수함.

## 문화유산
- 대한민국의 보물 제450호: 안동 의성김씨 종택
- 대한민국의 사적 제450호: 사천 늑도 유적

## 기타
- 연도: 450년, 기원전 450년
- 450년대
- 한국십진분류법에서 지학에 관한 책들이 분류되는 번호.